# Канадсько-українські бібліотечні центри
Канадсько-українські бібліотечні центри створені в Україні за ініціативою і під патронатом Товариства Приятелів України (Канада).

## Передумови виникнення бібліотечних центрів
Появу канадсько-українських бібліотечних центрів обумовили декілька причин. Перша — відновлення Української Держави, що зумовило можливість відкритості інформації, зокрема, надбань української діаспори для українського народу. Друга — зміна поколінь в українській діаспорі, її закономірна, хоч і повільна асиміляція в країнах поселення. В результаті цього велика кількість книг, журналів, газет, які були власністю окремих українців діаспори при їх відході залишалася незатребуваною новим (головно англомовним) поколінням. В результаті друковані надбання українців світу могли бути втрачені. Канадсько-Українські бібліотечні центри зробили їх доступними для українців в Україні.

## Географія розташування бібліотечних центрів
Географія центрів обширна: Луганськ, Донецьк, Харків, Одеса, Сімферополь, Маріуполь, Дніпропетровськ, Севастополь, Суми, Чернігів, Полтава та інші міста України.
Більшість канадсько-українських бібліотечних центрів працюють при обласних бібліотеках. У цих Центрах широко представлена українська література української діаспори. Зокрема, таких відомих поетів і письменників, як Євген Маланюк, Василь Симоненко, Леонід Мосендз, Василь Стус, Віра Вовк, Уляна Кравченко, Яр Славутич, Ганна Черінь, Юрій Буряківець, Віра Ворскло, Леся Храплива, Іван Багряний, Улас Самчук, Докія Гуменна, Степан Горлач, Олена Звичайна, Зіновій Книш, Емма Андієвська, Василь Гайворонський, Микола Руденко та інших майстрів художнього слова.

### Луганськ
Див. Канадсько-українська бібліотека в Луганську
Перша бібліотека канадсько-українського центру була створена в Луганську на базі Луганського педагогічного інституту у 1994 році. З 20 липня 2010 року це — Інститут Грінченкознавства, а при ньому — Українсько-Канадський Центр «Відродження».

### Донецьк
Див. Канадсько-українська бібліотека в Донецьку
Донецький канадсько-український бібліотечний центр створений майже одночасно з Луганським — у вересні 1994 року при Донецькій обласній універсальній науковій бібліотеці. Обсяг бібліотечного фонду Центру — близько 20 000 одиниць зберігання (книги, брошури, журнали, газети). Куратором Донецького Центру від його початків і протягом багатьох років був український канадський письменник-прозаїк Горлач Степан Андрійович.

### Одеса
Див. Канадсько-українська бібліотека в Одесі
Одеський канадсько-український бібліотечний центр є одним з провідних серед мережі цих центрів в Україні. Створений на базі Одеської державної наукової бібліотеки ім. М.Горького. Відкритий у жовтні 1997 року. Має на сьогодні 24 тис. книжок та періодичних видань подарованих українською діаспорою Канади.

### Дніпро
Див. Канадсько-українська бібліотека в Дніпропетровську
Канадсько-український центр у Дніпропетровську створений у 2000 році при Дніпропетровській обласній універсальній науковій бібліотеці. Фонд центру сьогодні становить близько 20 тис. видань.

### Сімферополь
Див. Канадсько-українська бібліотека в Сімферополі
Сімферопольський канадсько-український бібліотечний центр створено восени 1996 року на базі міської бібліотеки N9 ім. Л.Толстого. Фонд бібліотеки становить 10 тис. видань.

### Севастополь
Див. Канадсько-українська бібліотека в Севастополі
Севастопольський канадсько-український бібліотечний центр створено 15 вересня 1998 року в Діловому і культурному центрі міста, що на площі Повсталих. Фонд бібліотеки становить 12 тисяч книг та періодичних видань українською і англійською мовами з історії, літератури, принципів демократії та ринкової економіки.

### Чернігів
Див. Канадсько-український бібліотечний центр у Чернігові
Канадсько-український бібліотечний центр у Чернігові — відкритий 24 вересня 1999 у Чернігові українською діаспорою Канади. Є самостійним підрозділом Чернігівської центральної міської бібліотеки імені М. М. Коцюбинського. Розташований при бібліотеці-філії філії № 4 міської бібліотечної мережі, на вулиці Захисників України, 7-В.

### Маріуполь
Див. Канадсько-українська бібліотека в Маріуполі
Маріупольський канадсько-український бібліотечний центр створено у 2002 році на базі Центральної бібліотеки ім. В. Г. Короленка.
Фонд Центру — 5 тис. видань різноманітної тематики.